# Tetřívek ostroocasý
Tetřívek ostroocasý (Tympanuchus phasianellus) je středně velký druh tetřeva, který je rozšířen v Kanadě a na severu Spojených států. Zatímco z většiny jižních oblastí USA již vymizel následkem úbytku habitatu, v Kanadě je stále hojně rozšířen. Podobně jako ostatní tetřevi, i tetřívci ostroocasí se rozmnožují lekem.

## Systematika
Jedná se o jednoho ze tří zástupců rodu Tympanuchus. Tvoří následující poddruhy:
- T. p. caurus (Friedmann, 1943) – Aljaška, severozápadní Kanada
- T. p. kennicotti (Suckley, 1861) – centrální Severozápadní teritoria
- T. p. phasianellus (Linnaeus, 1758) – střední Kanada
- T. p. columbianus (Ord, 1815) – od Britské Kolumbie po západní Colorado
- † T. p. hueyi Dickerman & Hubbard, 1994 – Nové Mexiko
- T. p. jamesi (Lincoln, 1917) – středovýchodní Alberta, středoseverní USA
- T. p. campestris (Ridgway, 1884) – od střední Kanady po Wisconsin

## Popis
Středně velký druh tetřeva krypticky zbarveného opeření. Korunka má mírně prodloužené peří, které je patrné zejména ve ztopořeném stavu. Nohy jsou opeřené včetně záprstí. Nad očima se nachází oranžovožluté poušky (kožní zduřeniny). Krátký zobák je rohovitě zabarven. Duhovky jsou tmavě hnědé. Dvě prostřední ocasní krovky jsou prodloužené. Samec i samice mají takřka totožné vzorkování opeření, nicméně odstínem zabarvení se většinou mírně liší, což nicméně v terénu lze jen těžko rozpoznat. Opeření má hnědooranžovo-bílo-tmavé komplikované vzory se světlejší spodinou. U samců se po stranách horní části krku nachází holá kůže vzdušných vaků, která má fialové až růžové zabarvení. V případě nafouknutí jsou tyto vaky velmi výrazné.
Délka tetřívka se pohybuje v rozmezí 38–48 cm, přičemž samice je o něco kratší. Váha dospělého samce bývá kolem 950 g, samice váží kolem 815 g.

## Rozšíření a habitat

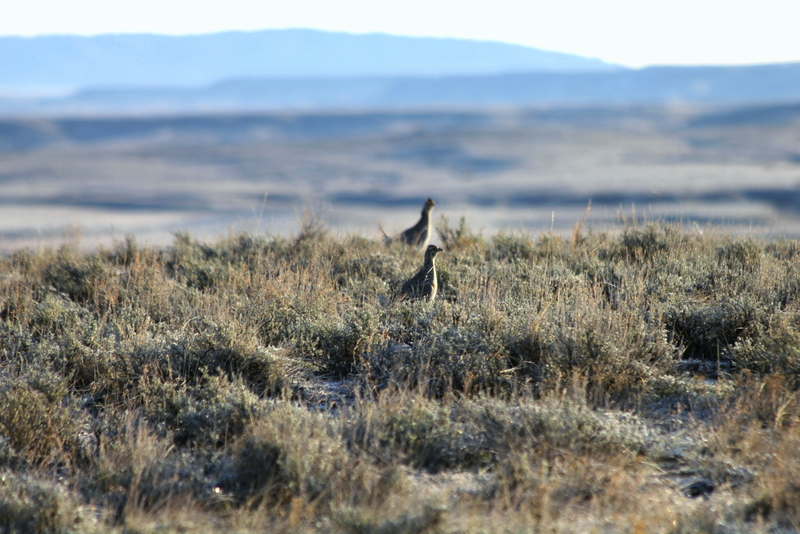
Typický habitat tetřívků

Tetřívek ostroocasý se vyskytuje v areálu od severních oblastí Spojených států přes Kanadu až po Aljašku. V řadě jižních oblastí Spojených států již vymizel, avšak v Kanadě je stále rozšířen pro většině svého původního habitatu. Důvodem úbytku tetřívka z amerických oblastí je úbytek přirozeného prostředí a intenzivní zemědělství.
Typický habitat druhu tvoří otevřené travnaté plochy, prérie a savany s občasnými háji a nízkou dřevnatou vegetací.

## Biologie

### Chování
Žije usedavým způsobem života a k lokální migraci se uchyluje hlavně v případě hluboké sněhové pokrývky, která v zimních měsících způsobuje špatnou dostupnost potravy. V zimním období si může vyhrabat nory ve sněhu, kde přenocuje nebo přečkává nepříznivé počasí trvající i několik dní. Je velmi krotký a člověka nechá přiblížit se i na velmi malou vzdálenost.
I přes poněkud zavalitou postavu se jedná o silného a dobrého letce, který běžně přelétává mezi hnízdišti a krmovišti. Létá třepotavým letem s častými kluzavými polety.

### Potrava
Potravu sbírá na zemi i v křoví a na stromech. Na zemi sbírá potravu hlavně v letních měsících; v této době se jedná hlavně o semena a hmyz. V zimě se krmí převážně ve větvoví, kde sezobává pupeny, bobule a květy.

### Hnízdění

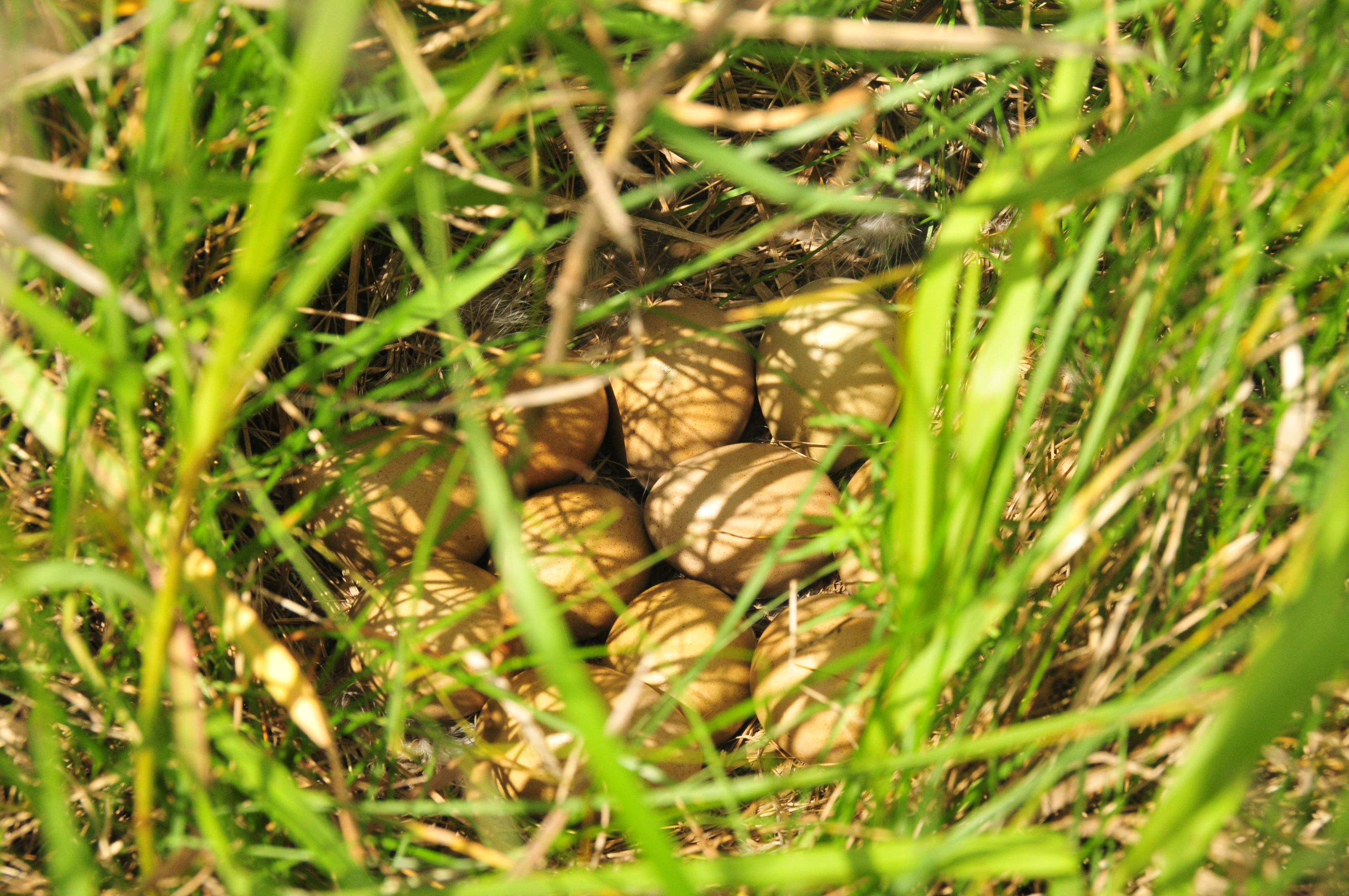
Snůška tetřívka ostroocasého

Rozmnožuje se tzv. tokem neboli lekem. Počátkem jara se samci začnou shromažďovat na tzv. tokaniště, čili vyvýšená otevřená prostranství, kde začnou předvádět své namlouvací tance. Vystavují své peří, rozevírají křídla, naparují ocasy, a za náruživého dupání nohama se pohybují dopředu a dozadu nebo v kruzích. Důležitým výrazovým prostředkem samců je nafukování hrdelních vaků, které při splasknutí vydávají dutý vrčivý zvuk. Dalším typickým zvukem toku je chrastění ocasních per. K naparování samců dochází časně z rána, typicky kolem 40 minut před východem slunce, a pokračuje další 2–4 hodiny. Na tokaniště se postupně začnou shromažďovat i samice, které se spáří s jedním ze samců. Pouze ti nejsilnější samci se nakonec spáří (typicky nejstarší jedinci, kteří úspěšně ubrání teritoria ve středu tokaniště).
Po spáření se samec o samici ani své potomky nijak nestará. Samice zahnizďuje na zemi pod zákrytem vegetace nebo jiného zastřešení. Hnízdo tvoří jemný důlek v zemi vystlaný rostlinným materiálem jako je mech, tráva a peří. Ke kladení vajec dochází mezi dubnem a červnem. Snůšku tvoří 5–17, nejčastěji 10–13 oválných vajec. Inkubace trvá 21–24 dní. Kuřata se rodí obalena prachovým peřím, hnízdo opouští krátce po narození. Samice je vodí na krmiště, nicméně ptáčata se krmí sama. Ve věku 1–2 týdnů podnikají ptáčata první lety. Ve 12 týdnech jsou mladí tetřívci plně opeření a schopni dlouhých letů.

Ukázky chování samců na tokaništi
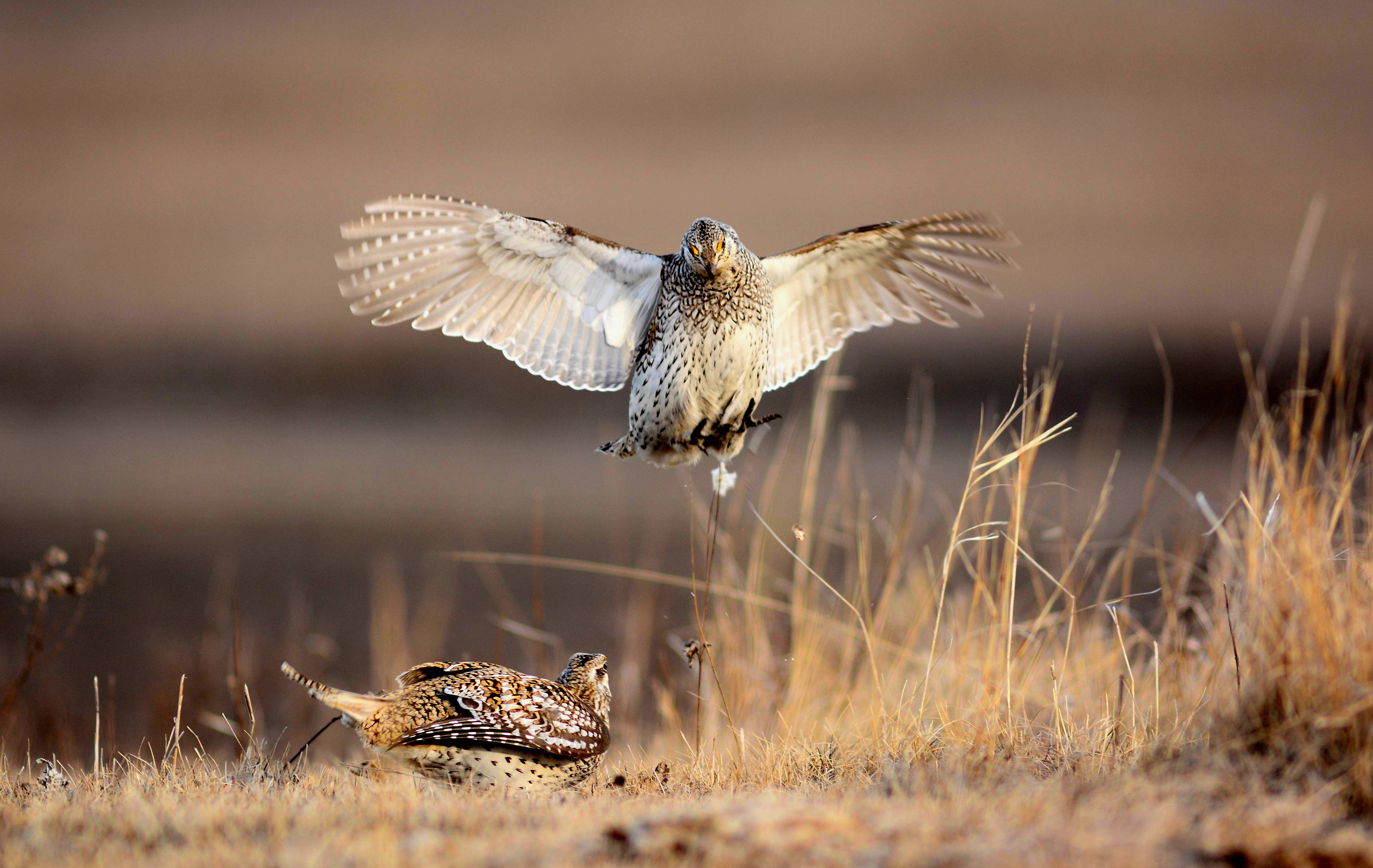
Výskoky samce
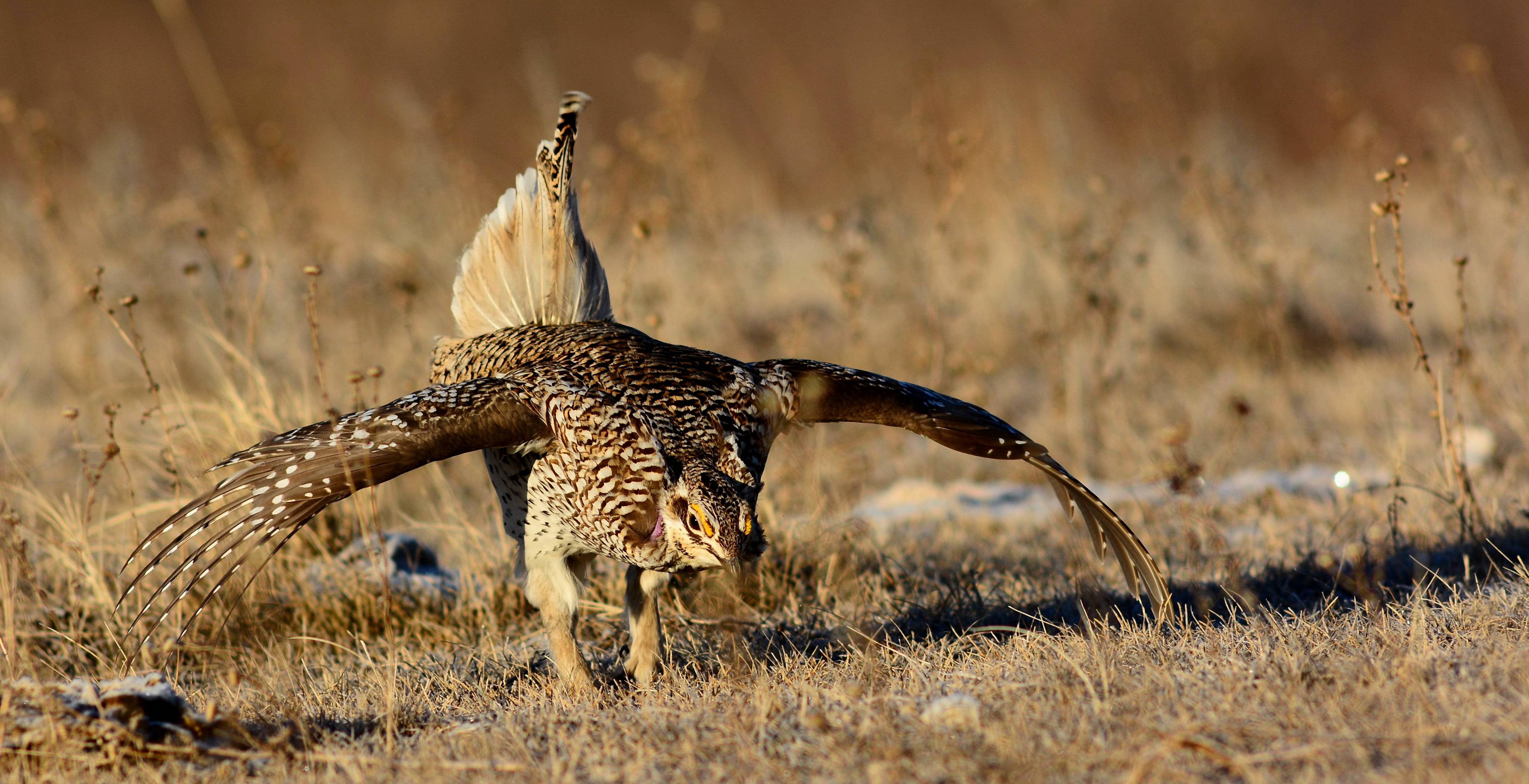
Uklánění samce
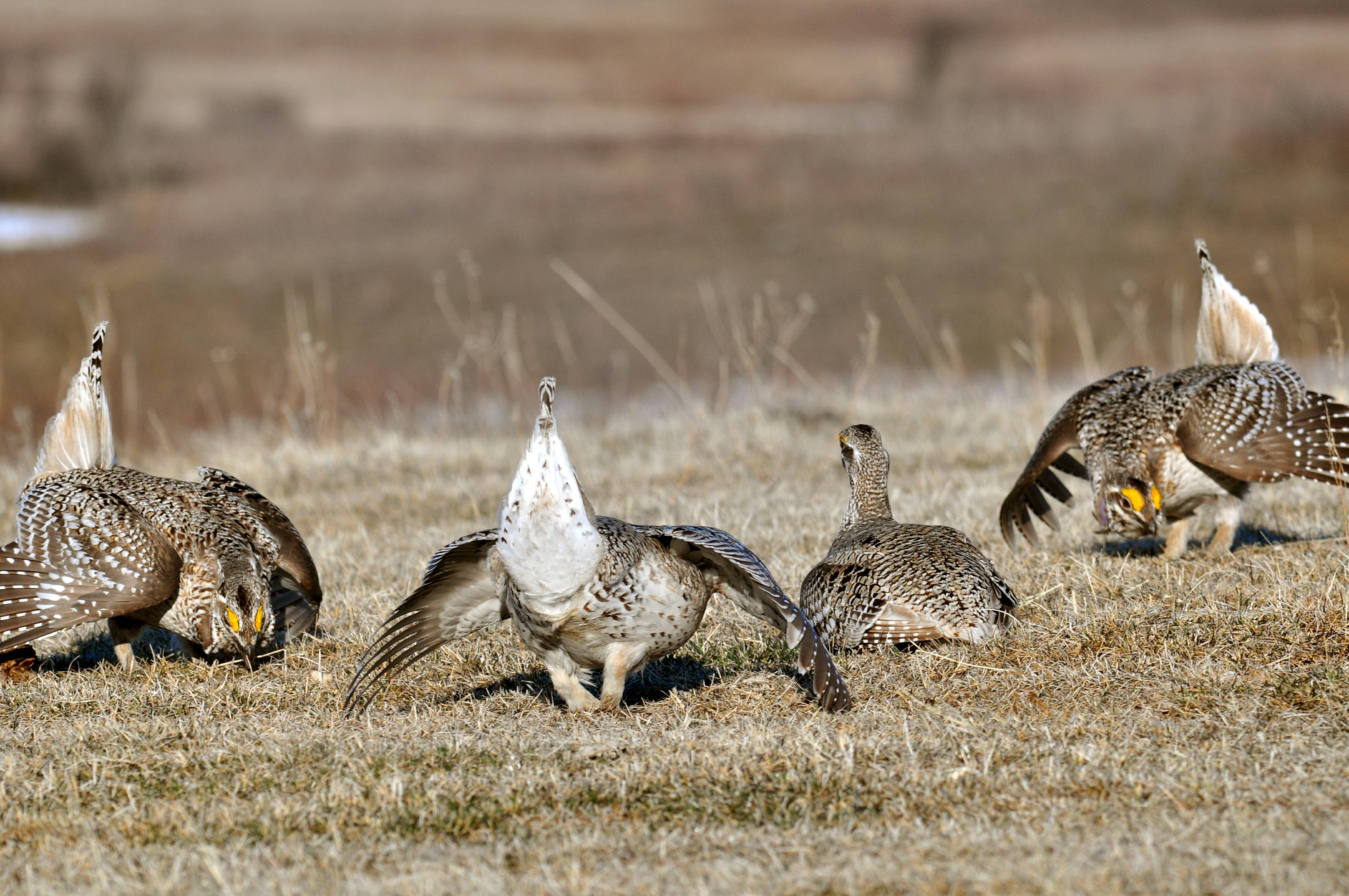
Uklánění tří samců jedné samici

## Hospodářský význam
Tetřívci jsou běžně loveni v Kanadě, na Aljašce a některých amerických státech. Typická lovná sezóna je od září do ledna, v oblasti Aljašky trvá o něco déle.